# Vrydagzynea
Vrydagzynea là một chi phong lan trong họ Orchidaceae.